# Ерік Браун

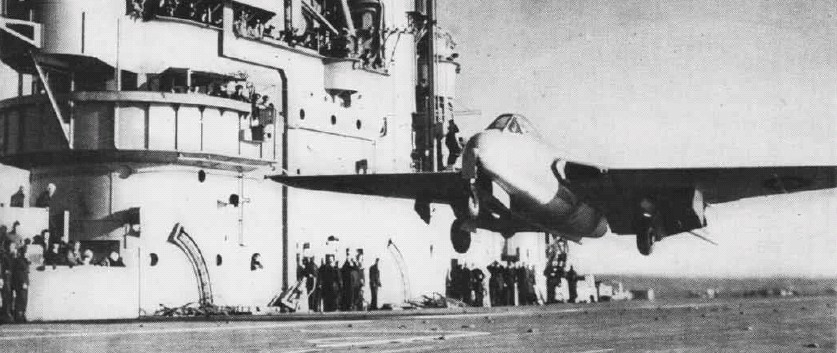
3 грудня 1945, Ерік Браун перший у світі зробив посадку на авіаносець реактивним літаком.

Ерік Браун (21 січня 1919, Лейт — 21 лютого 2016) —британський пілот Королівського флоту.

## Браун рекордсмен
Він встановив світовий рекорд з числа типів літаків, на яких довелося йому політати, цей рекорд є неперевершеним. Тричі внесено в книгу рекордів Гіннеса ім'я Еріка Брауна.

## Друга Світова Війна
Під час Другої світової війни капітан Браун літав на винищувачі, брав участь у багатьох боях і звільняв німецький концтабір. Прізвисько Равлик отримав через свій маленький зріст.

## Освіта
Ерік Браун отримав освіту в Феттес-коледжі, після цього, льотну справу освоював в Единбурзькому університеті, де і навчився літати. У вісім років, він вперше піднявся в небо, його батько служив пілотом під час Першої світової війни в Королівських ВПС. Батько взяв його з собою в політ на біплані.

## Досягнення
В 1970 році Браун залишив службу у ВПС Королівського флоту, але продовжив роботу на посаді генерального директора британського Консультативної ради вертолітників. В 1982 році став президентом Королівського авіаційного товариства. Він написав кілька книг на тему авіації, а також передмов до робіт інших авторів. У березні 2015 року бронзовий бюст капітана Брауна було встановлено в музеї авіації Королівського флоту в Сомерсеті.